# Video digitaglam
『video digitaglam』（ビデオ・デジタグラム）は、1992年6月1日に発売されたFENCE OF DEFENSEのミュージック・ビデオ作品集である。VHS、LDの2規格でリリースされた。

## メンバー
- 北島健二：ギター
- 西村麻聡：ベース、シンセサイザー、ヴォーカル
- 山田亘：ドラム、パーカッション

## 出演
- 吉野ゆかり
- リアル・エルスワース
- スティーブン・ヘインズ

## 解説
内容は「メンバー3人が扮する聖人達が不思議なクリスタルの力で目覚め、退廃した世界を救う…というコンセプチュアルなビデオストーリー」となっている。
2005年3月9日に発売された『FENCE OF DEFENSE CLIPS』のDVD盤には本作の他に、『DATA NO.6』、『CLIPS』と共に1枚にまとめて収録された。

## 収録曲
全編曲:FENCE OF DEFENSE
1. パラノイアの危険な入口
  - 作曲:西村麻聡
2. 甘美
  - 作詞・作曲:西村麻聡
3. 9.9.9
  - 作詞・作曲:西村麻聡
4. 時の河
  - 作詞:FENCE OF DEFENSE 作曲:西村麻聡
5. 出路
  - 作曲:西村麻聡
6. DON'T LOOK BACK
  - 作詞:RYO 作曲:西村麻聡
7. VIOLET SONG
  - 作詞:K.INOJO 作曲:北島健二、西村麻聡、山田亘

ビデオでは…and extra track…と表記されていた。